# Feng Yuxiang
Feng Yuxiang (wym. [fə́ŋ ỳɕi̯ɑ́ŋ]; ur. 6 listopada 1882, zm. 1 września 1948), zwany chrześcijańskim generałem (ang. Christian Warlord) – chiński dowódca wojskowy z okresu ery militarystów.
Podobnie jak wielu późniejszych militarystów zaczynał karierę w cesarskiej armii Beiyang. W 1913 roku otrzymał stopień oficerski, a rok później przeszedł na chrześcijaństwo (metodyzm).
Kariera Feng Yuxianga rozpoczęła się w 1916 roku, kiedy armia zbuntowała się przeciwko prezydentowi Yuan Shikaiowi i jego planom restauracji monarchii z sobą jako cesarzem. Feng dowodzący wówczas stacjonującą w Syczuanie 16 Mieszaną Brygadą przeszedł na stronę buntowników. W 1918 roku założył własną Armię Narodową (Guominjun). Na kontrolowanych przez siebie terenach zakazał prostytucji, hazardu i handlu opium. Swoim podwładnym nakazywał uczyć się protestanckich psalmów i chrzcił ich zbiorowo strażacką sikawką; jednocześnie był uwielbiany przez żołnierzy za przyjacielski do nich stosunek i ostentacyjne noszenie munduru szeregowca. Feng w przeciwieństwie do innych militarystów cieszył się także dużą sympatią zagranicy, głównie ZSRR. Początkowo pozostawał w sojuszu z Wu Peifu, którego zdradził 24 października 1924 roku podczas wojny z Zhang Zuolinem. Feng wkroczył wówczas do Pekinu, obalił prezydenta Cao Kuna i wypędził z Zakazanego Miasta cesarza Puyi. Feng był głównym inicjatorem porozumienia między Duan Qirui a kantońskim rządem Sun Jat-sena; sam zainstalował wówczas w swojej Armii Narodowej kuomintangowski aparat polityczny. 
Koniec dobrej passy Fenga nastąpił wraz z ogłoszeniem przez Kuomintang i komunistów ekspedycji północnej przeciwko rządzącym na północy Chin militarystom. Obawiający się sympatyzującego z Kuomintangiem Fenga Wu Peifu i Zhang Zuolin na przełomie 1925 i 1926 roku rozbili jego armię; Feng uciekł wówczas do Moskwy. Do Chin powrócił w sierpniu 1926 roku, przywożąc ze sobą 4,5 miliona rubli pomocy i radzieckich ekspertów wojskowych. Dzięki otrzymanej przez Fenga pomocy radzieckiej Armia Narodowo-Rewolucyjna wyparła militarystów z prowincji Shanxi i doszła do Henanu. W 1927 roku podczas walki frakcyjnej w Kuomintangu i rozłamu między nacjonalistami i komunistami Feng opowiedział się po stronie Czang Kaj-szeka i doprowadził do rozbicia lewicowego skrzydła Kuomintangu. Podczas kolejnego rozłamu w Kuomintangu w 1930 roku opowiedział się jednak przeciwko Czangowi, krytykując jego politykę niewystępowania przeciw japońskiej agresji. Ponownie poparł Kuomintang w 1935 roku; podczas incydentu Xi’an sprzeciwił się uwięzieniu Czanga. W latach 1937–1945 brał udział w wojnie chińsko-japońskiej.
Po zakończeniu II wojny światowej wystąpił przeciwko polityce prowadzonej przez Czang Kaj-szeka. W 1948 roku był jednym z założycieli prokomunistycznego i antyczangowskiego Rewolucyjnego Komitetu Chińskiego Kuomintangu. Zginął w pożarze statku na Morzu Czarnym podczas podróży do ZSRR. Podejrzewa się, że mógł to być zamach przeprowadzony przez agentów Kuomintangu.